# اخجار
اخجار یک منطقهٔ مسکونی در افغانستان است که در ولایت تخار واقع شده‌است.